# Suma
SUMA Dagligvarer A/S var en sjællandsk supermarkedskæde, der blev overtaget af Dansk Supermarked i 2001 og herefter ændret til Netto-butikker. Kæden bestod ved overtagelsen i 2001 af 25 almindelige butikker samt to større butikker.
Kæden havde ved overtagelsen i 2001 en omsætning på kr. 482 mio. samt en koncernomsætning på kr. 982 mio.

## Historie
SUMA Dagligvarer blev grundlagt af ægteparret Helge og Inger Bonnén, der åbnede det første selvbetjeningssupermarked i Danmark i 1956. Den første butik lå i Sorgenfri nord for København. Helge Bonnén afgik ved døden i 1975, hvorefter Inger Bonnén drev kæden videre sammen med Flemming Henriksen. Sidstnævnte døde i 1995, hvilket førte til at aktierne i kæden overgik til en fond, der drev kæden frem til overtagelsen i 2001.
I 1999 overtog købmand og godsejer Hans F. Aagaard aktiemajoriteten i fonden, som på daværende tidspunkt ville fordoble kædens 25 butikker. Det viste sig dog at blive så svært, at Hans F. Aagaard i 2001 indgik en aftale med Dansk Supermarked om at overtage forretningerne.

### Butikker
Ved lukningen i 2001:
| Amt                | Antal | Byer                                                                                                   |
| ------------------ | ----- | --- |
| Københavns Kommune | 3     | Brønshøj, København NV, Vanløse                                                                        |
| Københavns Amt     | 9/10  | Ballerup (2), Gentofte (lukket i 2000), Hedehusene, Hellerup, Hvidovre, Nærum, Søborg, Taastrup, Virum |
| Frederiksborg Amt  | 7     | Frederikssund, Helsinge, Hillerød, Hørsholm (2), Kokkedal, Ølstykke                                    |
| Roskilde Amt       | 3     | Greve, Karlslunde, Køge                                                                                |
| Vestsjællands Amt  | 5     | Holbæk, Korsør (2), Ringsted (2)                                                                       |